# SKE48 炸蝦賭場！
《SKE48 炸蝦賭場!》（日语：SKE48 エビカルチョ!）是日本電視台從2014年10月12日起至2015年1月4日間、每星期日凌晨1:20 - 1:50（即每周六深夜）播出的、日本女性偶像團體SKE48的冠名綜藝節目。

## 簡介
該節目是SKE48與女性搞笑藝人大久保佳代子繼《SKE48的炸蝦週五夜》和《SKE48 炸蝦商!》之後、合作的「炸蝦」系列綜藝節目的第三部。
在大久保佳代子私設的賭場內，SKE48的成員們將分組對大久保老闆舉辦的各式各樣「人間比試」結果進行預測，答案錯誤的會受到恐怖的懲罰。
每期節目在電視台播放结束後亦可透過網路、在Hulu或日本電視台的隨選視訊上進行付費觀看。
作為此前《SKE48 炸蝦商!》的特別企畫單元「SKE48 松村香織和谷真理佳的日本列島搭便車之旅」的續集，「電波少年」復活企畫的第二部「松村香織和谷真理佳的SKE48的懸賞生活〜少女偶像僅靠抽獎能生活下去嗎?〜」在節目後半段播出，其中未公開的部分將在Hulu上限定放送。

## 演出人員

### 正篇
- MC（老闆）
  - 大久保佳代子
- SKE48
  - Team S：東李苑、犬塚朝奈、大矢真那、北川綾巴、後藤理沙子、佐藤實繪子、竹内舞、田中菜津美、都築里佳、中西優香、野口由芽、二村春香、松井珠理奈、宮澤佐江、宮前杏實、矢方美紀、山内鈴蘭、渡辺美優紀
  - Team KII：阿比留李帆、荒井優希、石田安奈、内山命、江籠裕奈、大場美奈、神門沙樹、惣田紗莉渚、高木由麻奈、高柳明音、日高優月、古川愛李、古畑奈和、水埜帆乃香、山下由加里、山田菜菜、山田瑞穗
  - Team E：磯原杏華、市野成美、岩永亞美、梅本圓、加藤琉美、木本花音、熊崎晴香、小石公美子、小林亞實、齊藤真木子、酒井萌衣、佐藤堇、柴田阿彌、須田亞香里、谷真理佳、松井玲奈
  - 研究生：青木詩織、井田玲音名、鎌田菜月、佐佐木柚香、松村香織、山田樹奈
- 解說員
  - 梶裕貴
  - 布萊德庫特·莎拉·惠美（第3回-）

### 嘉賓
- 内田眞由美、島田晴香（二人均為AKB48成員 - 第2回）、村重杏奈（HKT48成員 - 第2回）
- 矢野武（日语：矢野武）（實況播報員）（第3回、第6回）
- 向島劍友会 小學生劍士3名（第6回）
- 普通小學生3名（第7回）
- 田中咲百合（エアロビクス講師）、井尻百百子（チアエクササイズ講師）、岩坂美緒（フラエクササイズ講師）、MAIKO（SKE48的エクササイズ講師）、妃羽理（シノビックス講師）、伊藤隊長（自衛隊式エクササイズ講師）、あかつ（すもササイズ講師）（第8回）
- 新見昌也（SKE48經紀人）（第11回）

### SKE48的懸賞生活
- 谷真理佳（SKE48 Team E）
- 松村香織（SKE48終身名誉研究生）
- 土屋敏男（日语：土屋敏男）[3]（日本電視台製作人）
- 茄子 (搞笑藝人)（日语：なすび (タレント)）（第2回）
- 須田亞香里（第6回）
- 小石公美子（第8回、第9回）

## 節目內容
| 集 | 播放日期        | 比試內容                              | 比試成員 | 恐怖的懲罰            | 備註            |
| -- | --------------- | ------------------------------------- | --- | --------------------- | --------------- |
| 1  | 2014年 10月12日 | SKE48變成男生的話誰獵豔最拿手？       | 東李苑、松井珠理奈、宮澤佐江 古川愛李、山下由加里、酒井萌衣 | 江籠的惡語            | SKE48的懸賞生活 |
| 2  | 10月19日        | AKB48系團體的重量之王是誰？           | 大場美奈、大矢真那、松井玲奈、水埜帆乃香 内田真由美、島田晴香、村重杏奈 | 綾巴的惡語            | SKE48的懸賞生活 |
| 3  | 10月26日        | 台阶竞走大賽！快點，巫女！            | 須田亞香里、高柳明音、松井玲奈 山下由加里、山田瑞穗、渡辺美優紀 | 綾巴的惡語 熊崎的惡語 | SKE48的懸賞生活 |
| 4  | 11月2日         | SKE48同齡女生恋愛狀況競猜             | 佐藤實繪子 | 綾巴的惡語            | SKE48的懸賞生活 |
| 5  | 11月9日         | 拉麵二郎 最快吃完的是誰？             | 大矢真那、北川綾巴、松井珠理奈 大場美奈、柴田阿彌、古川愛李 | 二村的惡語 熊崎的惡語 | SKE48的懸賞生活 |
| 6  | 11月16日        | 尋找次世代SKE48的最強組合！劍道大賽   | 東李苑、大矢真那、北川綾巴、江籠裕奈 小林亞實、柴田阿彌、市野成美、小石公美子 | 小林的惡語            | SKE48的懸賞生活 |
| 7  | 11月23日        | SKE48的小學生戀愛諮詢室               | 大矢真那、北川綾巴、松井珠理奈、宮澤佐江 宮前杏實、高柳明音、古川愛李、古畑奈和、木本花音 小林亞實、齊藤真木子、柴田阿彌、須田亞香里 | -                     | SKE48的懸賞生活 |
| 8  | 11月30日        | 耐力誰最強？突破極限的練習！          | 齊藤真木子、木本花音、古畑奈和 山内鈴蘭、渡邊美優紀 | 神門的惡語            | SKE48的懸賞生活 |
| 9  | 12月7日         | 新成員挖掘試鏡in名古屋                | 後藤理沙子、佐藤實繪子、竹内舞、都築里佳 中西優香、野口由芽、矢方美紀、阿比留李帆 荒井優希、石田安奈、内山命、惣田紗莉渚、高木由麻奈 高柳明音、日高優月、山下由加里、磯原杏華 梅本圓、加藤琉美、佐藤堇、青木詩織 井田玲音名、佐佐木柚香、山田樹奈 | -                     | SKE48的懸賞生活 |
| 10 | 12月28日        | 最讓人心動的成員是誰！？ドキドキSKE48 | 東李苑、犬塚朝奈、佐藤實繪子、竹内舞 中西優香、二村春香、松井珠理奈、宮澤佐江 矢方美紀、山内鈴蘭 | 高柳的性感照片公開    | SKE48的懸賞生活 |
| 11 | 2015年 1月4日   | SKE48整蠱1小時特別篇！                | 大矢真那、北川綾巴、佐藤實繪子、中西優香 松井珠理奈、宮澤佐江、大場美奈、高柳明音 古川愛李、古畑奈和、齊藤真木子、柴田阿彌 須田亞香里、青木詩織、鎌田菜月                                                                                         | -                     | SKE48的懸賞生活 |

### 停播
- 12月14日・21日 - 期間由於「TOYOTAプレゼンツFIFAクラブワールドカップ」而停播。

## 外部連結
- SKE48 炸蝦賭場!（页面存档备份，存于）（日本電視台）（日語）
- SKE48 炸蝦賭場! 的Hulu隨選視訊（页面存档备份，存于）（日語）